# NGC 5712
NGC 5712 је елиптична галаксија у сазвежђу Мали медвед која се налази на NGC листи објеката дубоког неба.
Деклинација објекта је + 78° 51' 53" а ректасцензија 14h 29m 41,6s. Привидна величина (магнитуда) објекта NGC 5712 износи 14,5 а фотографска магнитуда 15,5. NGC 5712 је још познат и под ознакама MCG 13-10-21, CGCG 353-42, CGCG 354-5, 7ZW 553, NPM1G +79.0122, PGC 51799.